# 영인산성
영인산성은 충청남도 아산시 영인면에 있다. 2006년 3월 7일 아산시의 향토문화유산 제17호로 지정되었다.

## 개요
영인산 정상부에 축조되어 있는 테뫼식 석축산성이다. 영인산은 이 일대에서 가장 높은 산으로 영인면과 인주면, 염치면 등의 경계가 되고 있으며, 남에서 북으로 뻗어 있는 산상의최북단에 축조되어 있어 전망이 매우 좋아 아산 일대가 모두 시야에 들어온다. 북으로는 영인면과 인주면 일대가 한눈에 내려다보이고, 멀리 아산만과 안성천, 그리고 평택까지도 한눈에 조망되어 아산만에서 삽교천으로 들어가는 통로를 감시할 수 있다. 남쪽으로도 아산을 동서로 관통하는 곡교천과 그 주변이 한눈에 들어오며, 곡교천 너머로 학성산서이 건너다 보이기도 한다. 동벽은 지세가 비교적 완만한 곳으로, 성벽이 심하게 부괴되어 있으나 2.5m 정도의 높이고 편축식으로 축성하였다. 지형적으로 볼 때 이곳은 성내에서 지대가 가장 낮은 지역으로 성내의 물이 모두 이곳으로 모이게 되어있다. 따라서 여기에 배수구가 있었을 것으로 여겨진다. 남벽은 성벽의 잘 간직하고 있다. 성벽은 세로 10㎝ 내외, 가로 40㎝, 석재 뿌리 20~30㎝ 되는 납작한 돌들을 이용하여 4.7m 높이의 바른층 쌓기로 축성하고 있는데, 이러한 축성방법은 배방산성의 남벽에서도 볼 수 있는 축성법이다. 서벽은 동벽보다 지세가 더 험준하다. 세 개의 봉우리가 연접하면서 형성한 두 개의 골짜기 부분에는 성벽의 흔적을 확인할 수 없다. 이것이 원래부터 험준한 지형을 이용하여 축성지 않았던 것인지, 아니면 축성을 하였으나 후대에 붕괴된 것인지는 확실하지 않다. 북벽은 서북쪽에서만 석축의 흔적을 발견할 수 있었다. 문지는 동문지와 서문지가 있는데, 동문지는 주변의 경사가 성 전체를 통해서 가장 완만한 지역으로 주변이 모두 파괴되어 있어 자세한 현황을 알 수 없으나 너비 3m로 성벽이 단절되어 있어 문지임을 알 수 있게 해준다. 서문지는 성벽이 통과하는 지역 중에서 레벨 고도가가장 낮으면서, 서벽 중에 경사가 가장 완만한 지역이다. 이 곳 역시 대부분이 붕괴되어 있으며, 지형상으로 보아 출입문 시설이 존재했을 가능성이 높은 지역이다.건물지 지는 성내 남반부에 위치했을 것으로 추정되나, 현재는 탑이 들어서 있어 모두 훼손되어 주변에 기와편만이 남아 있다. 서문지 근처에 우물과 저수지도 발견되고 있다. 성내 곳곳에서는 다수의 기와편이 발견되고 있는데, 회백색과 회청색의 경질 기와로 대부분이 두께 2㎝ 미만이며, 배면에는 선조문, 격자문이 시문되어 있다. 이 산성에 대해서는 《新增東國輿地勝覽》 牙山縣條에 “蘇城山城 其頂有古城二連築其城一築周四百八十尺高十尺內有一井天早禱雨其南城土築周四百八十尺高四尺昔平澤人避亂僑寓仍號平澤城”라고 한 것이 이 성이 아닌가 한다. 영인산성은 아산 일대가 한눈에 들어오고, 둘레가 약 1㎞에 달하는 아산지역에서는 규모가 제일 큰 산성으로 매우 중요한 유적이다.